# HMS Janus (F53)
Lo HMS Janus (pennant number F53) fu un cacciatorpediniere della Royal Navy, parte della classe J ed entrato in servizio nell'agosto 1939.
Attivo durante la seconda guerra mondiale, operò principalmente nel teatro del Mediterraneo finendo affondato in un attacco aereo tedesco al largo di Anzio il 23 gennaio 1944.

## Storia
Impostata nei cantieri navali della Swan Hunter di Wallsend il 29 settembre 1937, l'unità fu varata il 10 novembre 1938 con il nome di Janus in onore dell'omonima divinità della religione romana, entrando poi in servizio il 5 agosto 1939 in forza alla 7th Destroyer Flotilla della Home Fleet. Allo scoppio della seconda guerra mondiale nel settembre seguente, la nave fu assegnata alla Humber Force e incaricata di intercettare eventuali violatori di blocco tedeschi nel Mare del Nord; dopo lavori di manutenzione nel gennaio 1940, il 27 febbraio soccorse il pari classe HMS Jackal danneggiato dopo una collisione con il mercantile svedese Storfors nel Mare del Nord, soccorrendo anche alcuni naufraghi del mercantile, e il 19 marzo fece lo stesso con il cacciatorpediniere HMS Jervis danneggiatosi in collisione con il cargo svedese Tor. In aprile il Janus fu assegnato alle operazioni della campagna di Norvegia come scorta alle unità della Home Fleet: il 17 aprile fece da schermo all'incrociatore HMS Suffolk impegnato a bombardare l'aeroporto di Stavanger caduto in mani tedesche, mentre ai primi di maggio partecipò all'evacuazione delle truppe anglo-francesi da Namsos.
Il 13 maggio il Janus fu inviato a Hoek van Holland per proteggere l'evacuazione del personale alleato durante l'invasione tedesca dei Paesi Bassi, prestando assistenza al cacciatorpediniere HMS Versatile rimasto danneggiato in un attacco aereo; il 15 maggio l'unità fu riassegnata al settore del Mediterraneo, raggiungendo Alessandria d'Egitto dieci giorni più tardi dove entrò in forza alla Mediterranean Fleet. Il 9 luglio il Janus fu presente alla battaglia di Punta Stilo contro la flotta italiana subendo alcuni attacchi aerei senza riportare danni, mentre il 17 agosto scortò le navi da battaglia HMS Malaya e HMS Ramillies inviate a bombardare Bardia. Dopo una breve assegnazione alla Force H di Gibilterra tra agosto e settembre, il cacciatorpediniere tornò alla Mediterranean Fleet e il 17 settembre bombardò postazioni italiane a Sollum e Sidi Barrani, per poi partecipare alla scorta dei convogli diretti a Malta.
L'11 novembre il Janus fece da scorta alla portaerei HMS Illustrious inviata ad attaccare Taranto, e il 22 dicembre, mentre copriva il transito del canale di Sicilia da parte della corazzata Malaya diretta a Gibilterra, affondò il relitto del cacciatorpediniere HMS Hyperion saltato su una mina. Nel gennaio 1941 l'unità partecipò all'operazione Excess per poi essere dislocata nella baia di Suda per compiti di protezione del traffico britannico nel mar Egeo; tra il 27 e il 28 marzo il Janus partecipò alla battaglia di Capo Matapan mentre il 16 aprile seguente, dopo essere stato dislocato a Malta, prese parte alla battaglia del convoglio Tarigo e il 21 aprile coprì il bombardamento di Tripoli ad opera delle navi da battaglia della Mediterranean Fleet (operazione MD 3). Il 24 aprile il Janus intercettò, durante un pattugliamento al largo di Tripoli, il mercantile armato italiano Ego che fu affondato, mentre ai primi di maggio rientrò ad Alessandria scortando un convoglio di rifornimenti per le truppe britanniche in Egitto (operazione Tiger); il 18 maggio salpò per Creta per prendere parte alle missioni di appoggio alle truppe a terra durante la battaglia di Creta: il 21 maggio partecipò all'attacco a un convoglio tedesco scortato dalla torpediniera italiana Lupo che si concluse con l'affondamento di dieci unità nemiche, mentre a fine mese contribuì alle operazioni di evacuazione delle truppe britanniche da Creta.
Ai primi di giugno il Janus partecipò alla campagna di Siria contro le forze del governo di Vichy: il 9 giugno fu ingaggiato in combattimento dai cacciatorpediniere francesi Valmy e Guepard, venendo centrato da vari colpi di cannone che causarono danni alla sala macchine e al ponte oltre a 13 morti e 13 feriti tra l'equipaggio; immobilizzata, la nave fu presa a rimorchio dal cacciatorpediniere HMS Kimberley e portata in salvo ad Haifa e poi Suez, da dove ripartì per giungere a Simon's Town in Sudafrica per le riparazioni definitive. Rientrato ad Alessandria il 17 aprile 1942, il 4 giugno seguente subì gravi danni dopo aver fatto detonare una mina acustica e dopo riparazioni di emergenza a Suez rientrò in Gran Bretagna via Capo di Buona Speranza e oceano Atlantico il 30 gennaio 1943; le operazioni di riparazione terminarono in settembre e l'unità tornò brevemente in forza alla Home Fleet prima di essere nuovamente destinata al Mediterraneo, raggiungendo Brindisi il 27 dicembre. Dopo alcune azioni nel mare Adriatico come il bombardamento di Pesaro il 3 gennaio 1944 e di Civitanova Marche il 6 gennaio, il Janus fu assegnato all'operazione Shingle, lo sbarco di reparti anglo-statunitensi ad Anzio; dopo aver bombardato Gaeta il 18 gennaio, il 22 gennaio fornì fuoco d'appoggio ai reparti sbarcati nel settore nord della testa di ponte.
Il 23 gennaio, mentre si trovava ancora al largo di Anzio, l'unità finì sotto attacco da parte di alcuni bombardieri tedeschi: secondo una ricostruzione il Janus fu colpito e affondato da un siluro lanciato da un Heinkel He 111, mentre altre fonti attribuiscono l'affondamento a un missile guidato Henschel Hs 293 lanciato da un Dornier Do 217; la nave affondò nel giro di una ventina di minuti nella posizione 41º 26' N, 12º 38' E con la morte di 158 membri dell'equipaggio.